# Маккаби (футбольный клуб, Черновцы)
Маккаби (рум. Maccabi) — румынский футбольный клуб из Черновцов, созданный еврейской общиной города. Клуб был основан в 1914 году, но основную деятельность начал проводить в межвоенный период, становясь четыре раза победителем чемпионата Черновцов и дважды выходя в полуфинал чемпионата Румынии. Клуб был расформирован в 1940 году во время Второй мировой войны.

## История
Учредительное собрание еврейского физкультурно-спортивного общества «Маккаби» в Черновцах состоялось 18 марта 1914 года. Председателем был избран Нойман Вендер, а в состав правления вошли 11 человек.
Весной и летом 1914 года начали действовать первые спортивные секции общества, в том числе по футболу, спортивному туризму, лёгкой атлетике и фехтованию. С целью привлечения еврейской молодёжи к занятиям спортом «Маккаби» опубликовало обращение в местной прессе.
К июлю 1914 года общество имело уже 120 активных участников. Однако начавшаяся Первая мировая война вынудила приостановить деятельность вплоть до конца 1918 года. Весной 1919 года в Черновцах начали проводить чемпионат города, ставший фактически первым в истории. В турнире участвовали пять команд, включая «Маккаби». Решающий матч прошёл при 8 тысячах зрителей между «Маккаби» и «Полонией» — польская команда одержала уверенную победу со счётом 8:2.
В 1920 году состоялся первый официальный чемпионат города. «Маккаби» стартовало с победы над «Драгош Водэ» на выезде — 4:0. Затем была ничья 2:2 с немецким «Яном» и победа 1:0 над «ЧИФК». 14 июля «бело-голубые» взяли реванш за поражение прошлого года, победив «Полонию» 3:2. По итогам первого круга «Маккаби» лидировало в турнирной таблице с отрывом в одно очко.
Второй круг начался 29 августа игрой с «Полонией», которой «Маккаби» неожиданно проиграло дома со счётом 0:4. Тем не менее, последующая победа над «Драгош Водэ» (2:0) вернула команду на вершину таблицы. Два оставшихся матча предстояло сыграть с аутсайдерами — «Яном» и «ЧИФК». На игру против «Яна» был выставлен полурезервный состав, и матч завершился вничью 2:2. Спасло положение еврейской команды то, что и главные соперники — «Полония» и «Драгош Водэ» — также потеряли очки в своих заключительных играх. Таким образом «Маккаби» удалось сохранить лидерство и впервые в истории стать чемпионом города.
В сезоне 1920 года цвета «Маккаби» защищали: Тайтлер, Камил, д-р Штернберг, Ландманн I, Ландманн II, Шайович, Готтлиб, Блюм, Циммер, Зандманн I, Зандманн II, Клиглер и Редер.
Помимо участия в городском чемпионате, в 1920 году команда провела и ряд товарищеских матчей против клубов из других городов. В частности, 15 августа состоялась игра с «МТК» из Клужа (Клаузенбург) на стадионе «Сокол» при 6 тысячах зрителей — победу одержали гости со счётом 3:1.
В апреле 1921 года, во время физкультурного шоу, организованного «Маккаби» в городском театре, впервые прозвучал гимн общества. Музыку написал профессор Йоган Йозефович, слова — активист и секретарь общества Зигмунд Ласт.
Наиболее известным игроком «Маккаби» был венгерский еврей Исидор Гансл, который в 1923 году переехал в Черновцы из Вены, где играл за «Хакоах». Вскоре он был приглашён в национальную сборную Румынии и забил два гола в матче против Турции.
Успехи клуба во многом были связаны с деятельностью президента общества инженера Михая Шиндлера и вице-президента, отвечавшего за финансово-экономическую сферу, адвоката Генриха Рубеля. Благодаря их усилиям черновицкое «Маккаби» стало частью Всемирной ассоциации «Маккаби».
Клуб «Маккаби» четырежды становился чемпионом города Черновцы, уступая по числу титулов лишь «Полонии», у которой на счету пять побед. Также команда завоевала семь серебряных и четыре бронзовых медали в городском первенстве.
Победы в городском чемпионате давали «Маккаби» право участия в чемпионате Румынии. Дебют на национальном уровне состоялся в 1927 году, однако команда уступила в предварительном раунде кишинёвскому «Михай Витязул» с разгромным счётом 0:6 и не прошла в четвертьфинал.
В 1931 году, чтобы выйти в основную часть турнира, «Маккаби» сначала обыграл «Конкордию» из Ясс (3:1), но затем уступил в полуфинале «Сибиу» со счётом 2:4.
Последнее участие клуба в чемпионате Румынии состоялось в 1932 году. В первом раунде «Маккаби» вновь оказался сильнее «Конкордии» (2:1), однако в полуфинале потерпел поражение от будущего победителя турнира — бухарестского «Венуса» (0:3).
В Кубке Румынии команда участвовала лишь однажды — в 1935 году, когда в первом раунде проиграла «Сибиу» со счётом 0:4.
Клуб прекратил своё существование в 1940 году после присоединения Бессарабии и Северной Буковины к СССР. Попытка возобновить клуб «Маккаби» предпринималась в 2020 году.

## Стадион

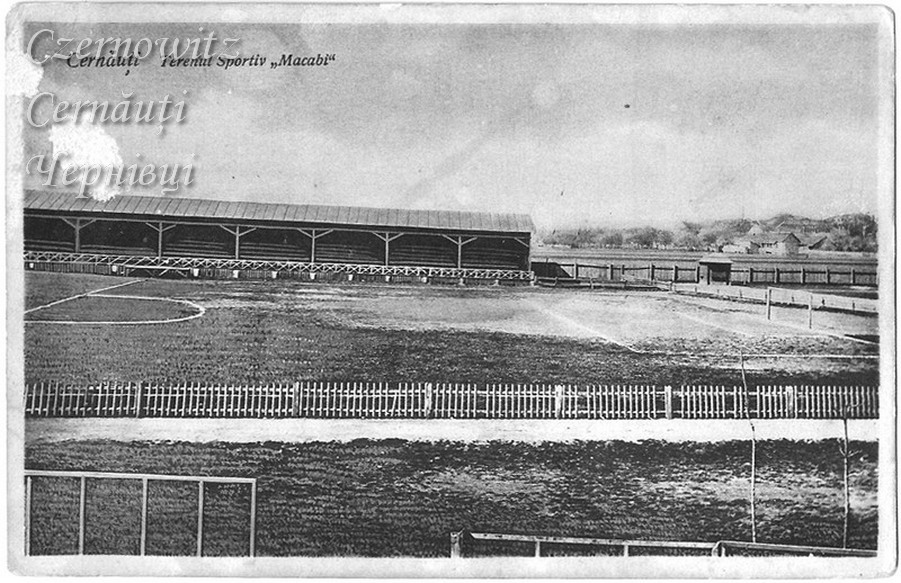
Стадион команды в 1920-е годы

Изначально команда не имела собственного стадиона и проводила матчи на лужайках в пригороде — в Горечи и Роше. В 1919 году руководство «Маккаби» договорилось с директором пилорамы Гётца, располагавшейся между железнодорожным вокзалом и рекой Прут, об оборудовании спортивной площадки.
В 1922 году «Маккаби» обзавёлся собственным стадионом. После реконструкции в 1926 году он вмещал до 12 тысяч зрителей и стал крупнейшим еврейским спортивным сооружением в Румынии. Благодаря этому его часто арендовали и другие черновицкие команды. Размеры поля составляли 105 × 65 метров.
Во время Холокоста, летом 1942 года, стадион был превращён в пункт сбора и сортировки тысяч евреев, подлежавших депортации румынскими властями в гетто и лагеря Транснистрии.
Позднее на месте стадиона «Маккаби» было построено многоквартирное жильё.

## Результаты выступлений

### Чемпионат Румынии
- 1926/27 — предварительный раунд
- 1930/31 — полуфинал
- 1931/32 — полуфинал

### Чемпионат Черновцов
- 1919 — 2 место
- 1920 — 1 место
- 1921 — 3 место
- 1922 — 4 место
- 1923 — 2 место
- 1924 — 2 место
- 1925 — 2 место
- 1926 — 2 место
- 1927 — 1 место
- 1928 — 2 место
- 1929 — 3 место
- 1930 — 3 место
- 1931 — 1 место
- 1932 — 1 место
- 1933 — 4 место
- 1934 — 4 место
- 1935 — 2 место
- 1936 — 3 место
- 1937 — 5 место
- 1939 — 5 место
- 1940 — 4 место